# Норбо-хан
Норбо-хан (монг. Норов Бишрэлт хан; ? — 1661) — 4-й правитель государства Дзасагту-ханов монголов в Халхке в 1655—1661 годах.

## Жизнеописание
Третий сын и преемник Субадай-хана (1596—1655), правителя Западной Халхи (1637—1655). О деятельности Норбо-хана известно мало. Вероятно, участвовал в походах отца в южную Монголию, пытаясь отвоевать ее у маньчжуров. В 1650 году он возглавлял посольство в Китай, где был принят цинским императором Шуньчжи, заключив мирный договор.
В 1655 году после смерти своего отца Норбо-хан унаследовал власть. Стал также титуловаться как биширелту-хан (набожный хан). Продолжил политику распространения буддизма. Добился для своего сына Галдана титула хутухта (один из самых высоких в ламаистской иерархии). Пытался защитить политический авторитет дзасагту-ханов среди других ханов Халхи, но признавался старшим ханом лишь номинальной. Утратил политическое влияние на Алтын-ханов.
В то же время важной заботой стало усиление империи Цин. В 1655 году Норбо-хан подтвердил мирный договор с Цинской империей. В 1656 году Норбо-хан вступил в конфликт с Баба-ханом, правителем государства сэцэн-ханов из левого (восточного) крыла Халхи, бывшего союзником тушету-ханов. В этот конфликт вмешалось замирившее противников цинское правительство. В 1659 году произошел новый конфликт с ханами Восточной Халхи. В 1661 году при неизвестных обстоятельствах Норбо-хан умер или был убит. Это повлекло за собой борьбу за власть между его сыновьями Чуу-Мерген-ханом (1661), Ванчук-ханом (1661—1662) и Ценгуун-ханом (1662—1685), в которую вмешались все ханы Халхи. В свою очередь, это привело к ослаблению государства дзасагту-ханов. Лишь в 1666 году Ценгуун-хан смог стабилизировать ситуацию.